# Schwinge (Peene)
Die Schwinge ist ein ungefähr 24 Kilometer langer Bach in Vorpommern und ein linker Nebenfluss der Peene.

## Etymologie
Der Name leitet sich wahrscheinlich vom altsächsischen Verb swingan „schwingen, sich ausbreiten“ ab und nimmt wohl Bezug auf den Unterlauf, der von den Gezeiten (schwankender Wasserstand) betroffen ist.

## Geographie
Die Schwinge entspringt westlich von Behrenhoff. Sie verläuft zunächst in nordöstlicher Richtung und wendet sich bei Busdorf nach Nordwesten. Ab Busdorf durchfließt sie eine mehrere hundert Meter breite feuchte Niederung. In ihrem weiteren Verlauf durchquert sie in südwestlicher Richtung in einem Erosionstal eine hügelige Kames- (Åser-) Landschaft. Dieses Tal entstand infolge des abschmelzenden Eises am Ende der Weichseleiszeit als subglaziales Quertal. Durch die anfangs höheren Schmelzwassermengen bildeten sich kolkartige Vertiefungen und Mäander. Später entstanden Moore, die, wie Messungen am Anfang des 20. Jahrhunderts ergaben, bis auf zehn Meter aufwuchsen. Östlich der Stadt Loitz mündet das Tal der Schwinge in das Urstromtal des Ibitzgraben. Durch dessen ebene Niedermoorlandschaft und die des Peenetals fließt sie in südöstlicher Richtung auf einer Strecke von etwa 2,5 Kilometern bis zur Mündung in die Peene.

## Geschichte
In einer Urkunde des Herzogs Kasimir II. von 1219 wurde der Bach als „aqua molendini“ (Mühlengewässer) erwähnt. Die Erwähnung als „Zwinga“ erfolgte 1248 in einer Urkunde des Herzogs Wartislaw III. von Pommern-Demmin bei der Beschreibung der Grenzen des Klosters Hilda mit den Gütern der ritterschaftlichen Familien von Behr und von Blixen. 1248 wurde eine Wassermühle bei Dersekow und eine weitere bei Subzow genannt, 1280 wurde von fünf Mühlen an der Schwinge berichtet. Für den Betrieb der Wassermühlen wurde die Schwinge aufgestaut. Die Namen der Ortslagen Mühlenkamp und Schoppenmühle bezeichnen ehemalige Mühlenstandorte im Unterlauf des Baches.
Im Jahr 1990 erfolgte die Unterschutzstellung des mittleren und unteren Tals als Naturschutzgebiet Schwingetal und Peenewiesen bei Trantow.